# Vanzosaura
Genre
Vanzosaura est un genre de sauriens de la famille des Gymnophthalmidae.

## Répartition
Les trois espèces de ce genre se rencontrent dans le centre de l'Amérique du Sud.

## Liste des espèces
Selon The Reptile Database (12 mai 2016) :
- Vanzosaura multiscutata (Amaral, 1933)
- Vanzosaura rubricauda (Boulenger, 1902)
- Vanzosaura savanicola Recoder, Werneck, Texeira Jr, Colli, Sites & Rodrigues, 2014

## Étymologie
Le genre a été nommé en l'honneur de Paulo Emilio Vanzolini.

## Publication originale
- Rodrigues, 1991 : Herpetofauna das dunas interiores do rio São Francisco, Bahia, Brasil. 1. Introdução à área e descrição de um novo gênero de microteiídeos (Calyptommatus) com notas sobre sua ecologia, distribuição e especiação (Sauria, Teiidae). Papéis Avulsos de Zoologia (São Paulo), vol. 37, no 19, p. 285-320.